# Неа-Еритрея
Неа-Еритрея (грец. Νέα Ερυθραία) — муніпаліцитет у Греції, північно-східне передмістя Афін. На захід від поселення пролягає гірський хребет Парніта, на схід — гора Пентелі.
До 1970-их в районі поселення переважали сільськогосподарські угіддя, в основному пасовиська, і гаї. В 1970-х розпочалася приміська забудівля. Поселення постраждало від лісових пожеж 16 серпня 2007.

## Населення
| Рік  | Місто  |
| ---- | ------ |
| 1981 | 10,100 |
| 1991 | 12,993 |
| 2001 | 15,439 |